# Breiðablik UBK
Breiðablik (cunoscut ca UBK Kopavogur când joacă în competiții europene) este un club de fotbal din Kópavogur, Islanda. Echipa susține meciurile de acasă pe Sigurrós Þorgrímsdóttir cu o capacitate de 3.500 de locuri.